# Donja Bijela
Donja Bijela (en serbe cyrillique : Доња Бијела) est un village du centre-ouest du Monténégro, dans la municipalité de Šavnik.

## Démographie

### Évolution historique de la population
| 1948 | 1953 | 1961 | 1971 | 1981 | 1991 | 2003 |
| ---- | ---- | ---- | ---- | ---- | ---- | ---- |
| 495  | 516  | 495  | 430  | 297  | 113  | 78   |